# Gloniopsis australis
Gloniopsis australis är en svampart som först beskrevs av Duby, och fick sitt nu gällande namn av Pier Andrea Saccardo 1883. Gloniopsis australis ingår i släktet Gloniopsis och familjen Hysteriaceae.   Inga underarter finns listade i Catalogue of Life.